# Michael Wood (storico)
Michael David Wood (Manchester, 23 giugno 1948) è uno storico e presentatore di documentari televisivi britannico.
Ha studiato alla Manchester Grammar School e all'Oriel College, Oxford.  Si interessa soprattutto di storia anglosassone. Si è messo in luce nel programma tv della BBC2 Alla ricerca degli anni bui, basato sulle biografie dei capi dell'epoca, tra cui Atelstano d'Inghilterra, re Artù e Eric "Ascia Insanguinata". La sua fama è subito cresciuta sia in patria che negli Stati Uniti.

## Serie tv
- In Search of the Dark Ages (1981)
- In Search of the Trojan War (1985)
- Domesday: A Search for the Roots of England (1988)
- Art of the Western World (1989)
- Legacy: A Search for the Origins of Civilization (1992)
- In the Footsteps of Alexander the Great (1997)
- Conquistadors (2000)
- In Search of Shakespeare (2003)
- In Search of Myths and Heroes (2005)

## Documentari
- Saddam's Killing Fields (1993)
- Gilbert White: Nature Man (2006)

## Opere
- In Search of the Dark Ages (1981)
- In Search of the Trojan War (1985)
- Domesday: A Search for the Roots of England (1988)
- Legacy: A Search for the Origins of Civilization (1992)
- The Smile of Murugan: A South Indian Journey (1995)
- In the Footsteps of Alexander the Great (1997)
- In Search of England: Journeys Into the English Past (1999)
- Conquistadors (2000)
- Shakespeare (2003)
- In Search of Myths and Heroes (2005)
- The story of China (2020)